# The Tragically Hip (EP)
Albums de The Tragically Hip
Up to Here
(1989)
The Tragically Hip EP est un album du groupe rock canadien The Tragically Hip paru en 1987.

## Liste des titres
| No | Titre                  | Durée |
| -- | ---------------------- | ----- |
| 1. | Small Town Bringdown   | 3:05  |
| 2. | Last American Exit     | 3:50  |
| 3. | Killing Time           | 4:50  |
| 4. | Evelyn                 | 2:25  |
| 5. | Cemetery Sideroad      | 3:15  |
| 6. | I'm a Werewolf, Baby   | 3:20  |
| 7. | Highway Girl           | 3:28  |
| 8. | All-Canadian Surf Club | 2:50  |